# HD 224022
HD 224022，又名CD-4015285，SAO 231842、HR 9046，是一颗恒星，视星等为6.03，位于銀經341.05，銀緯-72.35，其B1900.0坐标为赤經23h 49m 24s，赤緯-40° -72.35′ 27″。